# Musca nevilli
Musca nevilli este o specie de muște din genul Musca, familia Muscidae, descrisă de Kleynhans în anul 1987. Conform Catalogue of Life specia Musca nevilli nu are subspecii cunoscute.